# HC Sparta Praha
A HC Sparta Praha egy cseh jégkorongcsapat a Prágában. A klub az első osztályú Cseh Extraligában játszik. A csapat négyszerese csehszlovák és négyszeres cseh bajnok.

## Története
A csapatot 1903-ban alapították AC Sparta Praha (Athletic Club Sparta Praha) néven.

### Korábban használt nevek
- 1903 – AC Sparta Praha (Athletic Club Sparta Praha)
- 1948 – Sokol Sparta Bubeneč
- 1949 – ZSJ Bratrství Sparta Praha (Základní sportovní jednota Bratrství Sparta Praha)
- 1951 – ZSJ Sparta ČKD Sokolovo Praha (Základní sportovní jednota Sparta Českomoravská-Kolben-Daněk Sokolovo Praha)
- 1952 – TJ Spartak Praha Sokolovo (Tělovýchovná jednota Spartak Praha Sokolovo)
- 1965 – TJ Sparta ČKD Praha (Tělovýchovná jednota Sparta Českomoravská-Kolben-Daněk Praha)
- 1990 – HC Sparta Praha (Hockey Club Sparta Praha)

## Helyezések
A csapat története során négyszer volt csehszlovák és négyszer cseh bajnok. A legutóbbi bajnoki címét 2007-ben nyerte el.

## Játékoskeret

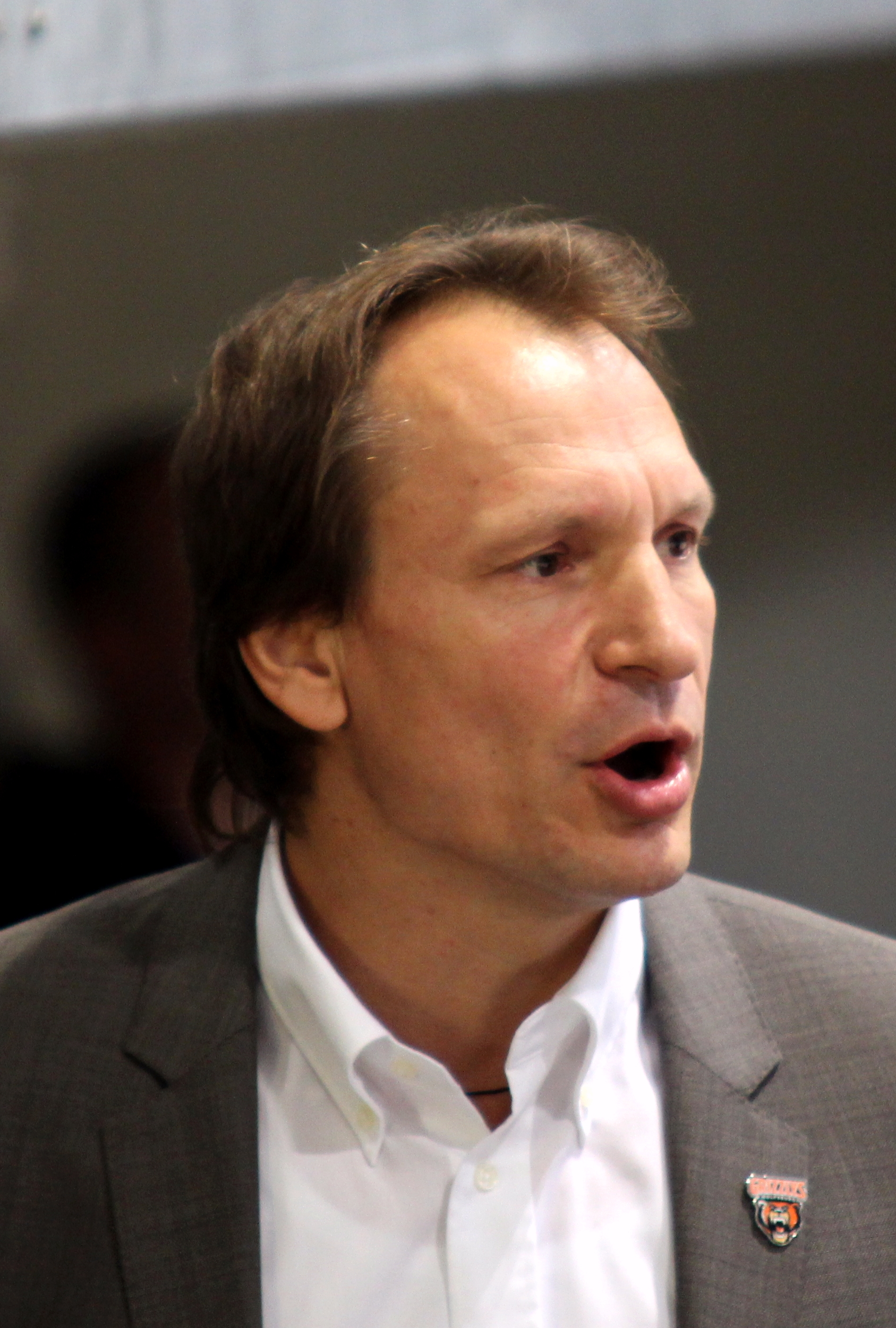
A csapat jelenlegi vezetőedzője, Pavel Gross